# Ferdo Goglia
Ferdo Goglia (1869. – 1943.) bio je prvi hrvatski školovani konzervator restaurator. Po školovanju kemičar, slikanje je učio kod Otona Ivekovića. Konzerviranje restauriranje slika učio je u Beču, Budimpešti i Münchenu. Na zagrebačkoj akademiji likovnih umjetnosti predavao je tehnologiju slikarstva. Bio je stručni savjetnik Strossmayerove galerije, te dopisni član Hrvatske akademije znanosti i umjetnosti (ondašnje JAZU).

## Vanjske poveznice
- Sunara ,S.M. Prilog poznavanju djelovanja Ferde Goglie,restauratora Arheološkog,tj. Arheološko-historičkog odjela Narodnog muzeja u Zagrebu